# Реактивна проводимост
Реактивната проводимост е имагинерната част на адмитанса. Бележи се с латинската буква B и се измерва в сименси (S). Оливър Хевисайд използва термина „пермитанс“ (от английски: Permittance), но с времето той бива изместен.
Изразява се чрез следната връзка:
{\displaystyle Y=G+jB\,}

където:

{\displaystyle Y} е адмитансът;

{\displaystyle G} е проводимостта;

{\displaystyle B} е реактивната проводимост;

{\displaystyle j} е имагинерната единица.

Самият адмитанс е свързан с импеданса чрез следната зависимост:
{\displaystyle Y={\frac {1}{Z}}\,}

където:

{\displaystyle Y} е адмитансът;

{\displaystyle Z} е импедансът.